# Dezirett Madán
Dezirett de la Caridad Madán Rosales (L'Avana, 10 dicembre 2002) è una pallavolista cubana, opposto del Roma Club.

## Biografia
È la sorella minore della pallavolista e giocatrice di beach volley Lázara Madán e la nipote dell'ex pallavolista Ana María García.

## Carriera

### Club
La carriera di Dezirett Madán inizia nei tornei amatoriali cubani con il Ciudad Habana. Nel gennaio 2022 approda per la prima volta all'estero, ingaggiata dalle russe dell'Uraločka-2, in Vysšaja Liga A. Nella stagione 2022-23 è di scena nella Superliga serba con lo Železničar Lajkovac, mentre nella stagione seguente si accasa nella Serie A1 italiana, difendendo i colori del Roma Club. 

### Nazionale
Fa parte della nazionale cubana under 18 che si aggiudica la medaglia di bronzo al campionato nordamericano 2018 e partecipa alla Coppa panamericana 2019, mentre con l'under 20 vince la medaglia d'oro alla Coppa panamericana 2019 ed è di scena al campionato mondiale 2019.
Nel 2019 debutta in nazionale maggiore in occasione del campionato nordamericano. In seguito vince l'argento alla NORCECA Final Four 2022, dove viene premiata come miglior opposto, seguito dal bronzo ai XXIV Giochi centramericani e caraibici, alla NORCECA Final Six 2023 e alla NORCECA Final Four 2024. Vince poi il riconoscimento come miglior servizio alla Coppa panamericana 2024.

## Palmarès

### Nazionale (competizioni minori)
- Campionato nordamericano under 18 2018
- Coppa panamericana under 20 2019
- NORCECA Final Four 2022
- Giochi centramericani e caraibici 2023
- NORCECA Final Six 2023
- NORCECA Final Four 2024

### Premi individuali
- 2022 - NORCECA Final Four: Miglior opposto
- 2024 - Coppa panamericana: Miglior servizio